# Xanthia likianogo
Xanthia likianogo är en fjärilsart som beskrevs av Max Wilhelm Karl Draudt 1950. Xanthia likianogo ingår i släktet Xanthia och familjen nattflyn. Inga underarter finns listade i Catalogue of Life.